# 杭州鳞毛蕨
杭州鳞毛蕨（学名：Dryopteris hangchowensis）为鳞毛蕨科鳞毛蕨属下的一个种。

## 扩展阅读
- 維基物種上的相關：杭州鳞毛蕨